# Săptămâna Refugiatului
Săptămâna Refugiatului este cel mai mare festival de artă și cultură din lume care celebrează contribuțiile, creativitatea și rezistența refugiaților și a persoanelor care caută adăpost. Are loc în fiecare an în jurul Zilei Mondiale a Refugiatului (20 iunie).

## Obiectivele evenimentului
Săptămâna Refugiatului este un festival susținut de comunitate, axat pe artă și cultură. Este o platformă deschisă, cu un model descentralizat, ceea ce înseamnă că toată lumea este invitată să participe și să contribuie la realizarea festivalului. Activitățile sunt planificate de persoane fizice, școli, biblioteci, centre de artă, grupuri religioase, consilii locale, cluburi de fotbal, companii și o varietate de alți contribuitori.
Prin oferirea unei platforme pentru persoanele care au căutat refugiu, unde își pot împărtăși experiențele, perspectivele și munca creativă în propriile condiții, festivalul își propune să le permită refugiaților și solicitanților de azil să trăiască în siguranță în comunități incluzive și rezistente, unde pot continua să aducă o contribuție valoroasă.
În Săptămâna Refugiiatului din 2024 au avut loc peste 15.000 de evenimente și activități și au participat peste 1,3 milioane de persoane.

## Săptămâna Refugiatului în 2025
În 2025, Săptămâna Refugiatului va avea loc în perioada 16-22 iunie, cu tema „Comunitatea ca superputere”. Evenimentele au loc în Regatul Unit și la nivel internațional.

## Săptămânile trecute
Săptămânile anterioare ale Refugiatului au inclus următoarele teme:
- Casa Noastră (17-23 iunie 2024)
- Compasiune (19-25 iunie 2023)
- Vindecare (20-26 iunie 2022)
- Nu putem merge singuri (14-20 iunie 2021)
- Imaginează-ți (15-21 iunie 2020)

## Parteneriate
Săptămâna Refugiatului din Marea Britanie este un proiect de parteneriat coordonat de Counterpoints Arts, în colaborare cu Amnesty International, Barnardo's, Ben & Jerry's, British Future, Crucea Roșie Britanică, Choose Love, City of Sanctuary, Freedom from Torture, imix, OIM (Organizația Internațională pentru Migrație), Comitetul Internațional de Salvare, Migrant Help, Uniunea Națională pentru Educație, Oxfam, Consiliul pentru Refugiați, Refugee Action, Consiliul Scoțian pentru Refugiați, Student Action for Refugees, UK for UNHCR, UNHCR (Înaltul Comisar al Națiunilor Unite pentru Refugiați) și Consiliul Galez pentru Refugiați.
Activitățile Săptămânii Refugiatului din Regatul Unit sunt derulate în colaborare cu mai mulți parteneri naționali și regionali. Săptămâna Refugiatului este sărbătorită și în Australia, Berlin, Croația, Grecia, Hong Kong, Irlanda, Iordania, Malta, Lituania, Slovenia și Taiwan.